# Nikolaï Morozov (football)
Ne doit pas être confondu avec Nikolaï Morozov.
Nikolaï Petrovitch Morozov (russe : Николай Петрович Морозов) (né le 25 août 1916 à Lioubertsy dans l'Empire russe et mort le 15 octobre 1981 à Moscou) est un joueur de football soviétique (russe), qui évoluait au poste de milieu de terrain, avant de devenir ensuite entraîneur.

## Biographie

### Carrière d'entraîneur
Il officie comme sélectionneur de l'équipe d'Union soviétique de 1964 à 1966. Son bilan à la tête de l'équipe nationale est de 31 matchs dirigés, dont 6 lors de la Coupe du monde 1966 organisée en Angleterre.

## Statistiques
| Saison                | Club                  | Championnat           | Championnat | Championnat | Coupe(s) nationale(s) | Coupe(s) nationale(s) | Total | Total |
| Saison                | Club                  | Division              | M.          | B.          | M.                    | B.                    | M.    | B.    |
| 1938                  | Torpedo Moscou        | D1                    | 3           | 0           | -                     | -                     | 3     | 0     |
| 1939                  | Torpedo Moscou        | D1                    | 20          | 0           | -                     | -                     | 20    | 0     |
| 1940                  | Torpedo Moscou        | D1                    | 24          | 2           | -                     | -                     | 24    | 2     |
| Sous-total            | Sous-total            | Sous-total            | 47          | 2           | -                     | -                     | 47    | 2     |
| 1941                  | Spartak Moscou        | D1                    | 7           | 2           | -                     | -                     | 7     | 2     |
| Sous-total            | Sous-total            | Sous-total            | 7           | 2           | -                     | -                     | 7     | 2     |
| 1944                  | Torpedo Moscou        | -                     | -           | -           | 2                     | 0                     | 2     | 0     |
| 1945                  | Torpedo Moscou        | D1                    | 20          | 1           | 2                     | 0                     | 22    | 1     |
| 1946                  | Torpedo Moscou        | D1                    | 18          | 0           | 1                     | 0                     | 19    | 0     |
| 1947                  | Torpedo Moscou        | D1                    | 19          | 0           | 4                     | 0                     | 23    | 0     |
| 1948                  | Torpedo Moscou        | D1                    | 18          | 1           | 4                     | 1                     | 22    | 2     |
| 1949                  | Torpedo Moscou        | D1                    | 31          | 0           | -                     | -                     | 31    | 0     |
| Sous-total            | Sous-total            | Sous-total            | 106         | 2           | 13                    | 1                     | 119   | 3     |
| 1950                  | VVS Moscou            | D1                    | 29          | 1           | 3                     | 1                     | 32    | 2     |
| 1951                  | VVS Moscou            | D1                    | 4           | 0           | -                     | -                     | 4     | 0     |
| Sous-total            | Sous-total            | Sous-total            | 33          | 1           | 3                     | 1                     | 36    | 2     |
| Total sur la carrière | Total sur la carrière | Total sur la carrière | 193         | 7           | 16                    | 2                     | 209   | 9     |